# Rotglà i Corberà
Rotglà i Corberà település Spanyolországban, Valencia tartományban. Rotglà i Corberà La Granja de la Costera, Llanera de Ranes, La Llosa de Ranes, Sellent, Vallés és Xàtiva községekkel határos. Lakosainak száma 1158 fő (2024).

## Népesség
A település népessége az utóbbi években az alábbiak szerint változott:
| Lakosok száma | 1025 | 999  | 1120 | 1235 | 1194 | 1137 | 1108 | 1138 | 1163 | 1158 |
|               | 2001 | 2004 | 2007 | 2009 | 2012 | 2014 | 2017 | 2019 | 2022 | 2024 |